# Santa Rita Pintor

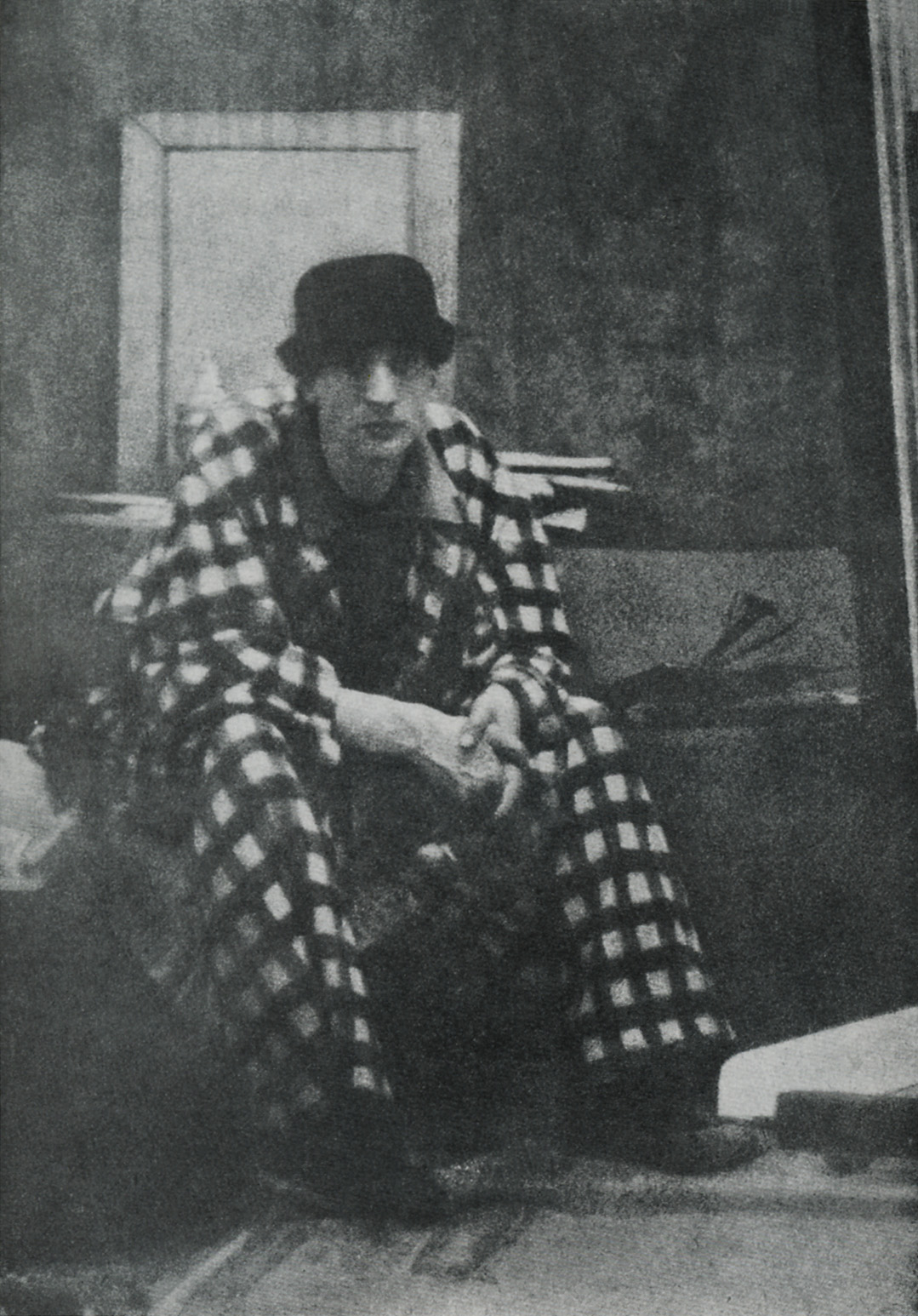
Der exzentrische Maler Santa Rita Pintor

Guilherme Augusto Cau da Costa de Santa Rita, genannt Santa Rita Pintor, (* 31. Oktober 1889 in Lissabon; † 29. Mai 1918 ebenda) war ein portugiesischer Maler. Er war ein großer Vertreter des portugiesischen Futurismus und des Kubismus.

## Leben
Guilherme de Santa Rita, wie er sich bürgerlich selbst nannte (Santa Rita Pintor, also etwa: Santa Rita, Maler, war sein Künstlername) wurde in Lissabon geboren. Er besuchte zunächst die Escola Superior de Belas Artes (Akademie der Schönen Künste) in Lissabon und zog 1910 nach Paris. Dort teilte er kurzweilig ein Atelier mit Amadeo de Souza-Cardoso und lernte bedeutende Künstler wie Picasso, Marinetti und Max Jacob kennen. Er studierte an der Akademie der Schönen Künste in Paris. Der bekennende Monarchist Santa Rita Pintor hatte in Paris einen großen Konflikt mit dem damaligen portugiesischen Botschafter, João Chagas, der Republikaner war.
Der Künstler, der sich als der offizielle Vertreter des Futurismus bzw. Marinettis in Portugal sah, nahm 1917 an einer Futuristischen Konferenz im Teatro Republica in Lissabon teil, auf der durch Jose Sobral de Almada-Negreiros ein futuristisches Manifest verkündet wurde. Bereits zwei Jahre vorher hatte er an einer Konferenz teilgenommen, an der auch andere junge Künstler und Schriftsteller teilnahmen und die versuchten zu diskutieren, wie man die künstlerische Apathie in Portugal durchbrechen könnte.
Als Figur, wenn auch verfremdet, wurde er in dem Roman „Lucios Bekenntnis“ (A confisão de Lucio) von Mário de Sá-Carneiro dargestellt.
Der Mensch Santa Rita Pintor wird als „merkwürdig und seltsam“ beschrieben. In einer Fotografie ist der Künstler in seiner Arbeitsbekleidung, mit gestreiften Vierecken darauf, zu sehen, was ihn auch in der Kleidung als Künstler auszeichnen sollte.
1918 starb er im Hause seiner Eltern. Er ließ einen Großteil seines Werkes nach seinem Tode vernichten.

## Werk
Heute sind – trotz der Vernichtung seines Gesamtwerkes – immerhin noch sieben Bilder erhalten, teilweise durch Privatsammler oder Freunde. Eines ist z. B. Teil der Sammlung des Ministerio da Cultura (Kulturministeriums) von Portugal, eines gehört dem Museu do Chiado. In zwei Almanachen konnte er Abbildungen seiner Bilder unterbringen: jeweils vier in dem Magazin „Orpheu II“ (Collagen) und in der von ihm gegründeten Zeitschrift „Portugal Futurista“. Von letzterer erschien nur eine Ausgabe im November 1917. Er gilt neben Amadeo de Souza-Cardoso als bedeutendster Interpret des Futurismus und Kubismus in Portugal. Sein früher Tod hat den Beginn einer internationalen Karriere unterbrochen. Ausstellungen hatte er in Portugal oder Paris jedoch niemals gehabt.

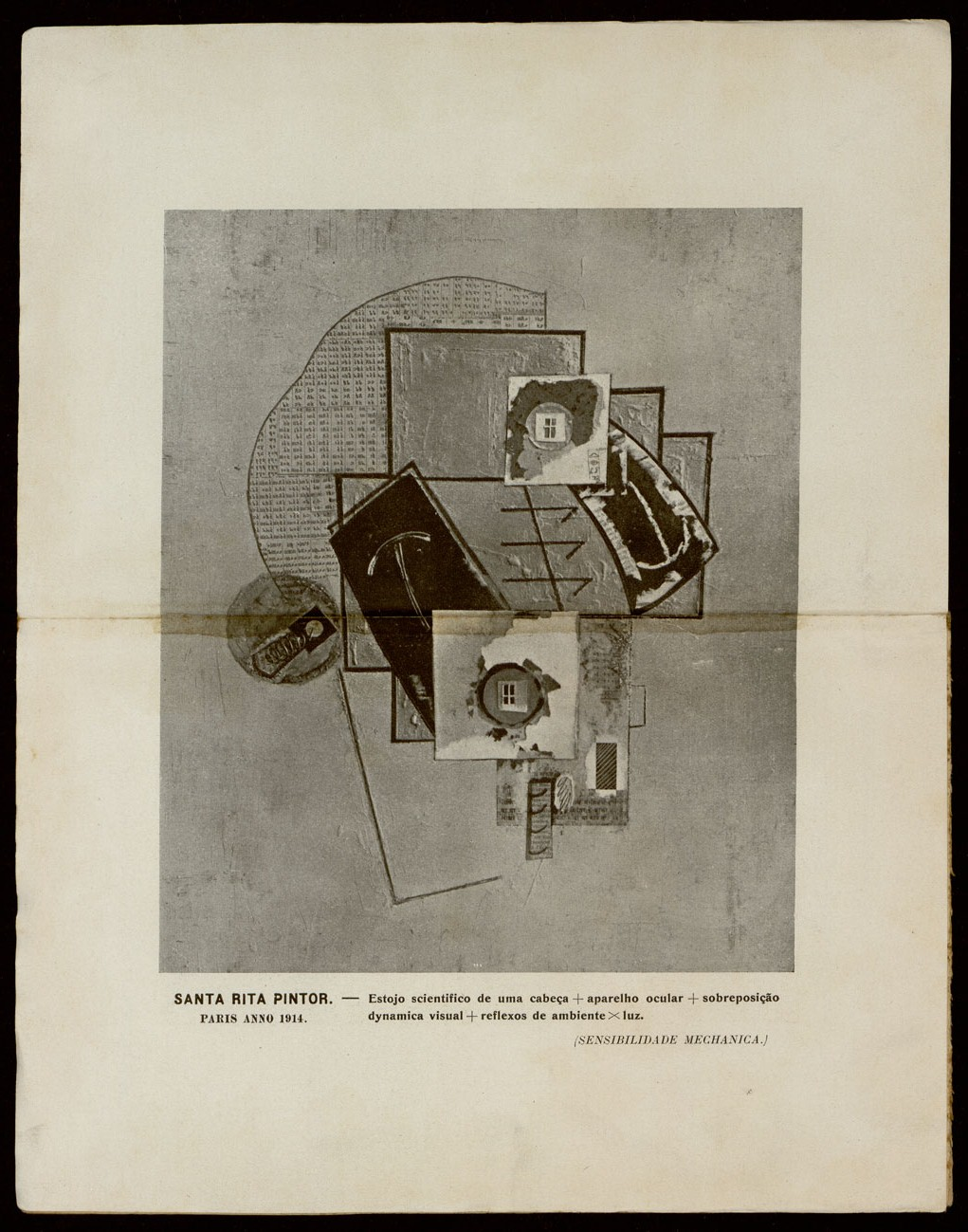
Collage (1914), Orpheu, Nr. 2
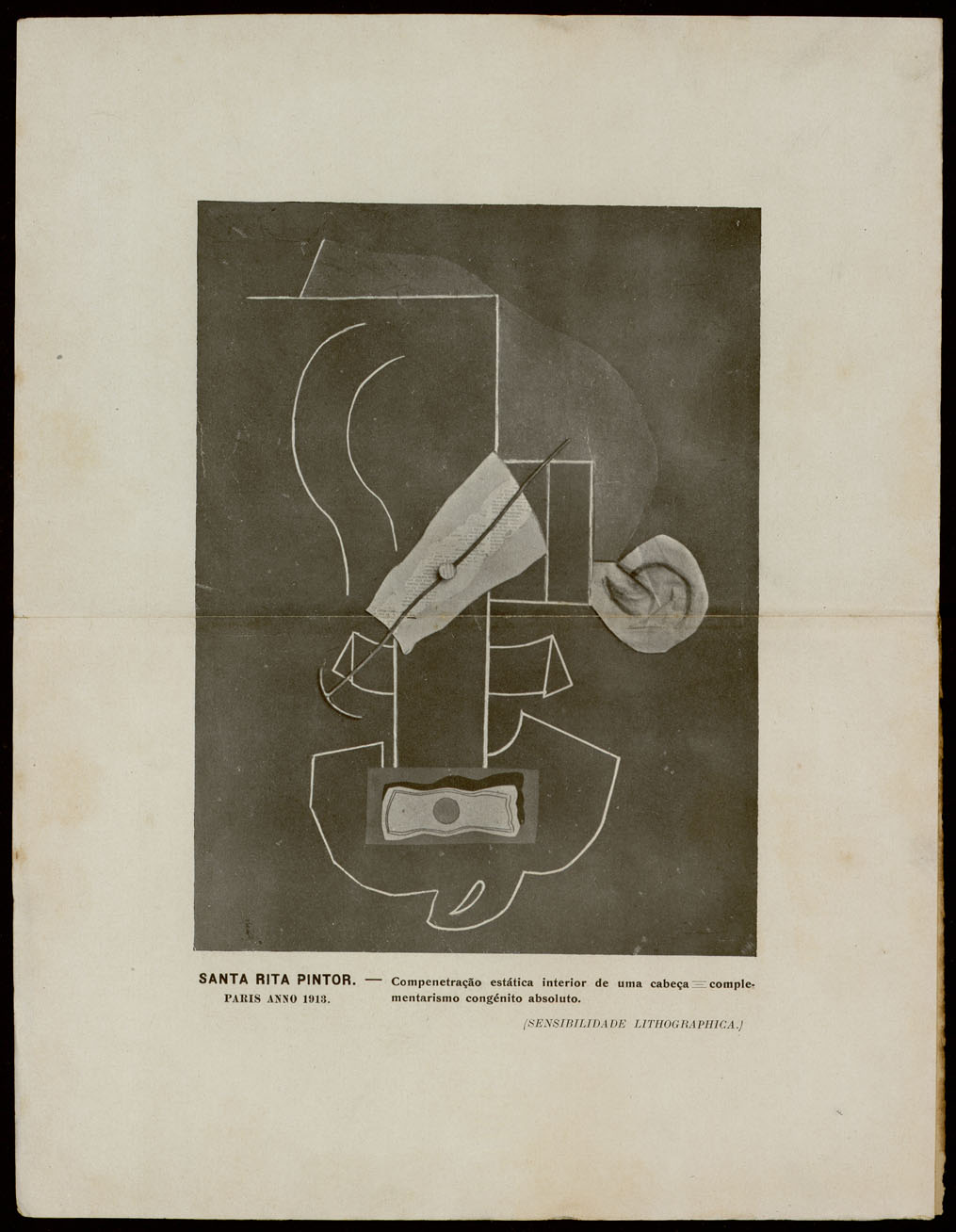
Collage (1914), Orpheu, Nr. 2
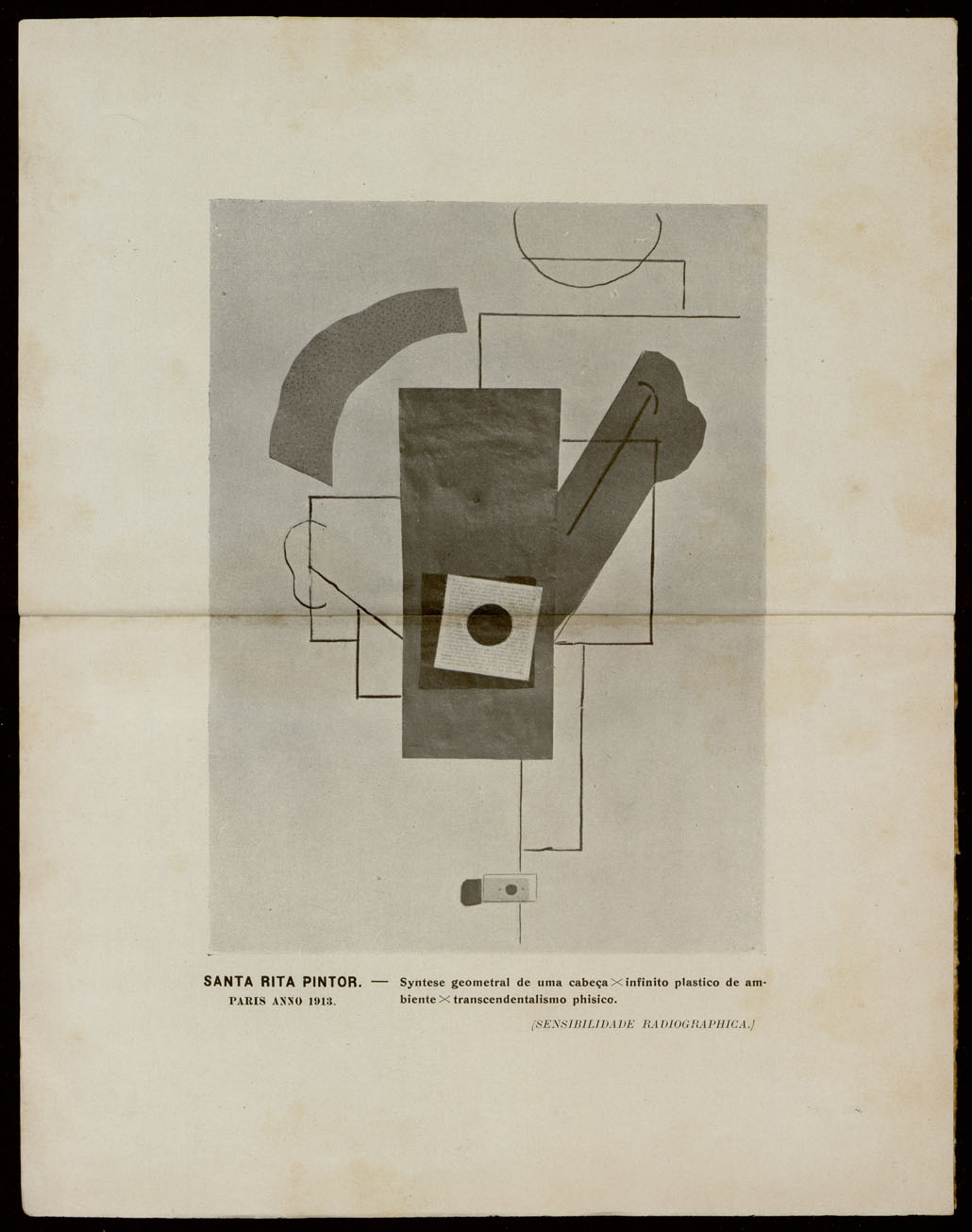
Collage (1914), Orpheu, Nr. 2
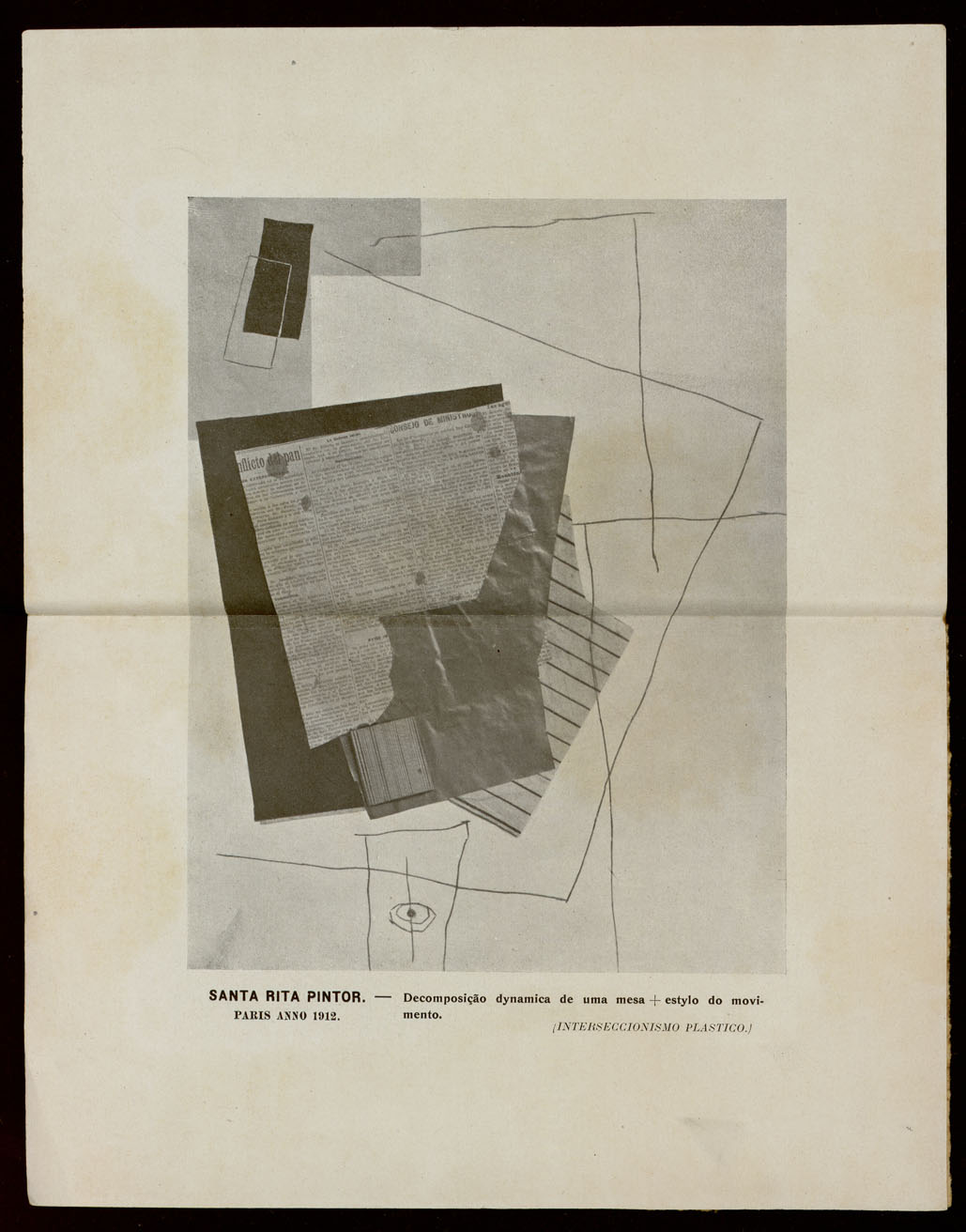
Collage (1914), Orpheu, Nr. 2